# Dallara 192
Chronologie des modèles (1992)
Dallara 191 Lola T93/30
La Dallara 192 est la monoplace de Formule 1 conçue par Dallara et engagée par la Scuderia Italia dans le cadre du championnat du monde de Formule 1 1992. Elle est pilotée par le Finlandais Jyrki Järvilehto et l'Italien Pierluigi Martini. Elle se distingue de sa devancière, la Dallara 191, par ses pneumatiques Goodyear et son moteur V12 Ferrari.

## Historique
Pour 1992, Giuseppe Lucchini, le patron de la Scuderia Italia, obtient un contrat avec Ferrari pour la motorisation des 192, dès lors dotées des moteurs V12 qui équipaient les Minardi M191 en 1991. La 192 se distingue de sa devancière par un aileron avant haut soutenu par des câbles.
La Dallara 192 est une monoplace assez fiable qui se bat en milieu de peloton. Sa meilleure performance en qualifications a lieu au Grand Prix du Mexique où Järvilehto et Martini se qualifient en septième et neuvième positions, à trois secondes de la pole position de Nigel Mansell. En course, un problème de tenue de route oblige l'Italien à abandonner au trente-sixième tour tandis que son équipier franchit l'arrivée à la huitième place, à un tour de Mansell,.
Seul Martini marque des points avec la 192, puisqu'il se classe sixième à deux reprises, lors du Grand Prix d'Espagne et du Grand Prix de Saint-Marin,. En Hongrie, Järvilehto échoue pour l'unique fois de la saison à se qualifier pour la course, puisqu'il est l'auteur du vingt-huitième temps des qualifications, alors que Martini est vingt-sixième et dernier qualifié.
À l'issue du championnat, la Scuderia Italia termine dixième du championnat du monde des constructeurs avec deux points ; Pierluigi Martini se classe seizième du championnat des pilotes avec deux points.

## Engagement auTrofeo Indoor di Formula 1
Les 7 et 8 décembre 1992, la Scuderia Italia participe au Trofeo Indoor di Formula 1, une épreuve d'exhibition organisée en marge du Motor Show de Bologne, une exposition internationale reconnue par l'Organisation internationale des constructeurs automobiles qui se tient dans les salons de la foire de Bologne. Bien que l'épreuve soit baptisée indoor, la piste, d'une longueur de 1 300 mètres, est située à l'extérieur des locaux de l'exposition. Pour cette cinquième édition, Lotus, la Scuderia Minardi et la Scuderia Italia sont engagés, ce qui leur permet d'une part de se présenter devant leur public national et d'autre part, permet aux directeurs d'écurie de nouer des contacts avec d'éventuels partenaires financiers pour compléter leur budget pour la saison à venir.
Lotus engage une 107, pilotée par Johnny Herbert, Minardi confie deux M192 au Brésilien Christian Fittipaldi et à l'Italien Alessandro Zanardi et la Scuderia Italia engage deux Dallara 192 confiés aux titulaires Jyrki Järvilehto et Pierluigi Martini.
La compétition se compose de trois manches à élimination directe. Fittipaldi accède directement aux demi-finales puisque Emanuele Naspetti, qui devait piloter une March CG911B, est forfait à la suite de la faillite de son écurie. Lors de la première manche, Järvilehto affronte Zanardi tandis que Herbert s'oppose à Alboreto. Järvilehto remporte son quart de finale au terme d'une course très disputée tandis que Herbert élimine Alboreto. Zanardi ayant été plus rapide qu'Alboreto, il est repêché et accède au tour suivant. En demi-finale, Zanardi est battu par Herbert tandis que Fittipaldi s'incline face à Järvilehto. En finale, Herbert, opposé au Finlandais, remporte le trophée.

## Résultats en championnat du monde de Formule 1

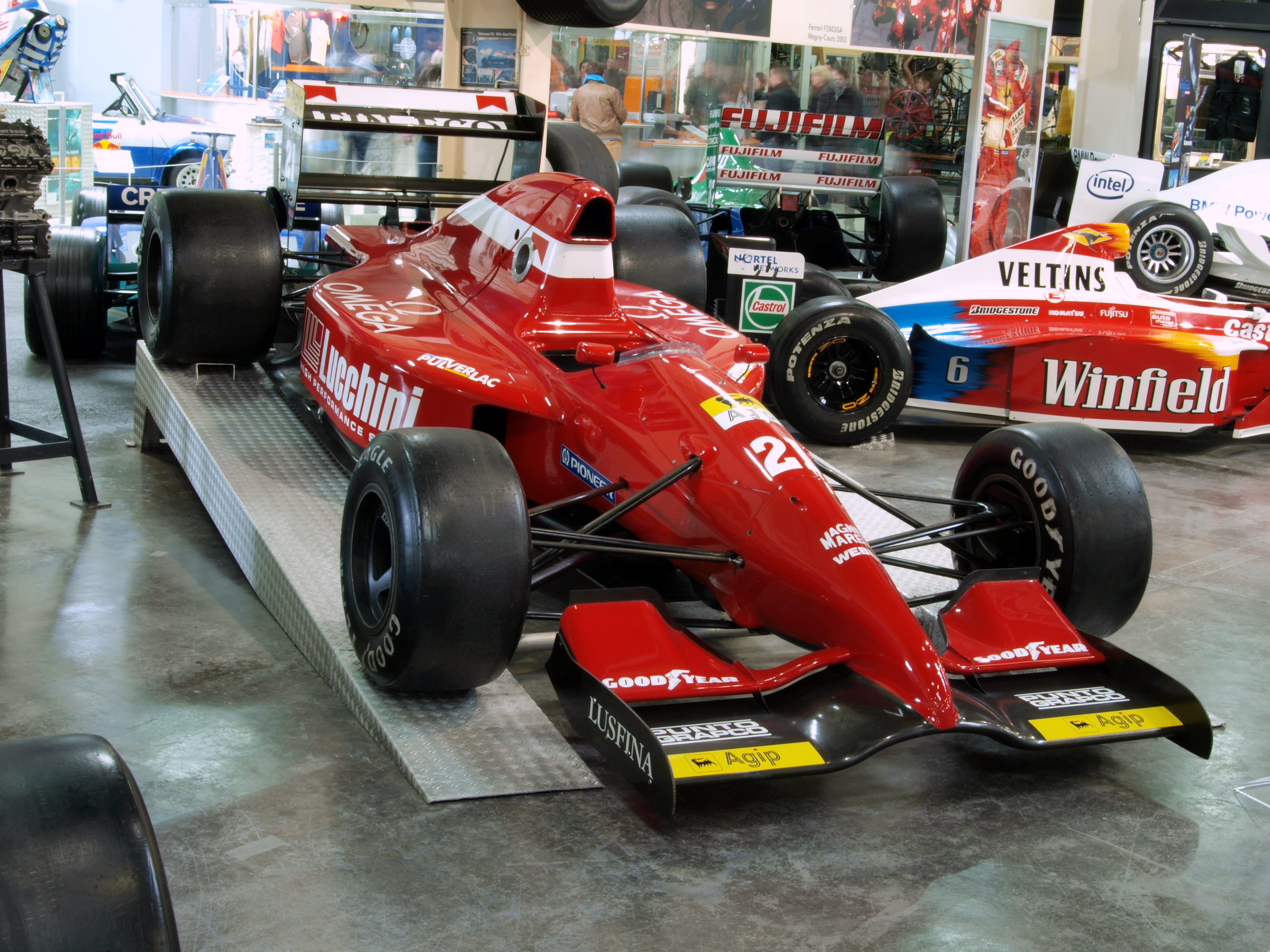
La Dallara 192 de Jyrki Järvilehto exposée à lAuto und Technik Museum de Sinsheim.

| Saison | Écurie              | Moteur               | Pneumatiques | Pilotes           | Courses | Courses | Courses | Courses | Courses | Courses | Courses | Courses | Courses | Courses | Courses | Courses | Courses | Courses | Courses | Courses | Points inscrits | Classement |
| Saison | Écurie              | Moteur               | Pneumatiques | Pilotes           | 1       | 2       | 3       | 4       | 5       | 6       | 7       | 8       | 9       | 10      | 11      | 12      | 13      | 14      | 15      | 16      | Points inscrits | Classement |
| ------ | ------------------- | -------------------- | ------------ | ----------------- | ------- | ------- | ------- | ------- | ------- | ------- | ------- | ------- | ------- | ------- | ------- | ------- | ------- | ------- | ------- | ------- | --------------- | ---------- |
| 1992   | BMS Scuderia Italia | Ferrari Tipo 037 V12 | Goodyear     |                   | AFS     | MEX     | BRÉ     | ESP     | SMR     | MON     | CAN     | FRA     | GBR     | ALL     | HON     | BEL     | ITA     | POR     | JAP     | AUS     | 2               | 10e        |
| 1992   | BMS Scuderia Italia | Ferrari Tipo 037 V12 | Goodyear     | Jyrki Järvilehto  | Abd     | 8e      | 8e      | Abd     | Abd     | 9e      | 9e      | 9e      | 13e     | 10e     | Nq.     | 7e      | Abd     | Abd     | 9e      | Abd     | 2               | 10e        |
| 1992   | BMS Scuderia Italia | Ferrari Tipo 037 V12 | Goodyear     | Pierluigi Martini | Abd     | Abd     | Abd     | 6e      | 6e      | Abd     | 8e      | 10e     | 15e     | 11e     | Abd     | Abd     | 8e      | Abd     | 10e     | Abd     | 2               | 10e        |

Légende : ici 

## Résultats duTrofeo Indoor di Formula 1
|  | Quarts de finale | Quarts de finale   | Quarts de finale |                      |                | Demi-finales         | Demi-finales | Demi-finales |  |                 | Finale           | Finale | Finale    | Finale |
|  |                  |                    |                  |                      |                |                      |              |              |  |                 |                  |        |           |        |
|  | Scuderia Italia  | Jyrki Järvilehto   | vainqueur        |                      |                |                      |              |              |  |                 |                  |        |           |        |
|  | Minardi          | Alessandro Zanardi | repêché          |                      |                |                      |              |              |  |                 |                  |        |           |        |
|  | Minardi          | Alessandro Zanardi | repêché          |                      | Minardi        | Christian Fittipaldi | éliminé      |              |  |                 |                  |        |           |        |
|  |                  |                    |                  |                      | Minardi        | Christian Fittipaldi | éliminé      |              |  |                 |                  |        |           |        |
|  |                  | Scuderia Italia    | Jyrki Järvilehto | vainqueur            |                |                      |              |              |  |                 |                  |        |           |        |
|  | Team Lotus       | Scuderia Italia    | Jyrki Järvilehto | vainqueur            | Johnny Herbert | vainqueur            |              |              |  |                 |                  |        |           |        |
|  | Team Lotus       |                    |                  |                      | Johnny Herbert | vainqueur            |              |              |  |                 |                  |        |           |        |
|  | Scuderia Italia  | Michele Alboreto   | éliminé          |                      |                |                      |              |              |  |                 |                  |        |           |        |
|  | Scuderia Italia  | Michele Alboreto   | éliminé          |                      |                |                      |              |              |  | Scuderia Italia | Jyrki Järvilehto |        | finaliste |        |
|  |                  |                    |                  |                      |                |                      |              |              |  | Scuderia Italia | Jyrki Järvilehto |        | finaliste |        |
|  |                  | Team Lotus         | Johnny Herbert   |                      | vainqueur      |                      |              |              |  |                 |                  |        |           |        |
|  | Minardi          | Team Lotus         | Johnny Herbert   | Christian Fittipaldi | vainqueur      | vainqueur            |              |              |  |                 |                  |        |           |        |
|  | Minardi          |                    |                  | Christian Fittipaldi |                | vainqueur            |              |              |  |                 |                  |        |           |        |
|  | March            | Emanuele Naspetti  | forfait          |                      |                |                      |              |              |  |                 |                  |        |           |        |
|  | March            | Emanuele Naspetti  | forfait          |                      | Team Lotus     | Johnny Herbert       | vainqueur    |              |  |                 |                  |        |           |        |
|  |                  |                    |                  |                      | Team Lotus     | Johnny Herbert       | vainqueur    |              |  |                 |                  |        |           |        |
|  |                  |                    | Minardi          | Alessandro Zanardi   | éliminé        |                      |              |              |  |                 |                  |        |           |        |
|  |                  |                    |                  | Alessandro Zanardi   | éliminé        |                      |              |              |  |                 |                  |        |           |        |
|  |                  |                    |                  |                      |                |                      |              |              |  |                 |                  |        |           |        |
|  |                  |                    |                  |                      |                |                      |              |              |  |                 |                  |        |           |        |